# Valeri Rujledev
Valeri Nikítich Rujledev (en ruso: Валерий Никитич Рухледев; Krai de Krasnoyarsk, 18 de enero de 1948) es un deportista, pedagogo, político, luchador y activista ruso.

## Biografía
Rujledev ganó seis medallas en las Sordolimpiadas y es uno de los atletas más condecorados en las Sordolimpiadas. Fue presidente del Comité Internacional de Deportes para Sordos entre 2013 y 2018, siendo su predecesor el británico Craig Crowley. Recibió el título de la pedagogía de la Universidad de Odessa.
Atleta y ganador de varias medallas es una figura muy conocida en la comunidad sorda de rusa. En 2013 en una votación en Sofía, fueron treinta y nueve países delegados los que votaron a favor del candidato ruso, convirtiendo a Rujledev en director de las Sordolimpiadas.
Fue además miembro del comité de la Federación Mundial de Sordos desde 2007 a 2011.
Fue votado como uno de los diez mejores atletas sordos del mundo del siglo XX después de haber ganado seis medallas de oro en las Sordolimpiadas entre 1969 y 1977 en lucha grecorromana y lucha libre (en Belgrado, Malmö y Bucarest).
Rujledev fundó la Unión de Deportes para Sordos de Rusia en 1993, tras la desintegración de la Unión Soviética, y es un expresidente de la Asociación Nacional de Sordos de Rusia.
Es miembro del consejo del presidente ruso Vladímir Putin, para personas con discapacidad.

## Premios
- 1969,  Medalla de Oro en Belgrado Lucha estilo libre 78 - 87kg (peso medio) (1964 a 1968)
- 1969,  Medalla de Oro en Belgrado Lucha grecorromana 78 - 87kg (peso medio) (1964-68)
- 1973,  Medalla de Oro en Malmö  Lucha estilo libre 82 - 90 kg (desde 1972 hasta 1996) (peso semipesado)
- 1973,  Medalla de Oro en Malmö 1973 Lucha grecorromana 82 - 90 kg (1972-1996) Oro (peso semipesado)
- 1977,  Medalla de Oro en Bucarest  Lucha estilo libre 90 - 100 kg (peso pesado) (1972-1996)
- 1977,  Medalla de Oro en Bucarest Lucha grecorromana 90 - 100 kg (peso pesado) (1972-96) Oro

El Comité Olímpico Internacional le entregó el diploma por "logros sobresalientes en el campo del desarrollo del deporte y la amistad internacional".
En 2007, recibió el Premio al Mérito. El Premio al Mérito Social primera clase internacional es presentada por la Federación Mundial de Sordos en reconocimiento a su extraordinaria dedicación a la causa de las personas sordas.
Valery es uno de los atletas más condecorados en la historia de las Sordolimipiadas.

## Cargos
- 2003-presente, Asociación Nacional de Sordos de Rusia.
- 2007-2011 comité de la Federación Mundial de Sordos.
- 2010-2013, Comité Ruso de Deportes para Sordos.
- 2013-presente, Comité Internacional de Deportes para Sordos.